# Прапор Гренландії
Прапор Гренландії (гренл. Erfalasorput — наш прапор, чи гренл. Aappalaartoq — червоний) — один з офіційних символів Гренландії. Офіційно затверджений 25 червня 1985 року. Співвідношення сторін прапора 2:3.

Прапор являє собою прямокутне полотно, поділене горизонтально на дві частини. Зверху розташована стрічка білого кольору, знизу — червоного. Над стрічками розташоване червоно-біле коло. Верхня частина кола червоного кольору, нижня — білого.

Технічне креслення прапора Гренландії

Стрічка білого кольору символізує засніжені гірські вершини Гренландії, червоно стрічка — океан. Біла частина прапора символізує айсберги, червона його частина — фіорди. У іншій інтерпретації прапор символізує схід та захід сонця. Кольори прапора відповідають кольорам прапора Данії, володінням якої є Гренландія.

## Історія
Перші спроби створити прапор датується 1973 роком. Було створено декілька проєктів, проте жоден не був прийнятий, тож використовувався державний прапор Данії.
У 1980 році був проголошений офіційний конкурс на найкращий дизайн прапора, на який було подано 500 проєктів. У 1985 році за підсумками конкурсу був затверджений теперішній прапор.

Перша пропозиція окремого прапора 1973 року, передбачала використання нордичного хреста білої барви у синьому обрамленні на зеленому тлі. Відхилена 1973 року на користь прапору Данії
Пропозиція 1984 року. Запропонована арґентинським геральдистом данського походження Свеном Тіто Ахеном. Заснована на данському прапорі, де замість червоного використано яскраво-зелений колір. Відхилена 1985 року на користь сучасного прапора
Пропозиція 1984 року. Прототип сучасного прапору. Ухвалений 1985 року, але з заміною зеленої барви на червону (ідентична тій, що використана для прапору Данії)
Пропозиція 1991 року. Запропонована невідомою особою. Заснована на данському прапорі, де замість червоного тла використано біле, а замість білого хреста – яскраво-зелений